# Sykoriusz Pompejusz
Sykoriusz Pompejusz – postać z powieści Teodora Parnickiego Twarz księżyca, pasierb Septymiusza Senecjona, sławny architekt.

## Dzieciństwo
Sykoriusz Pompejusz urodził się z ojca, murarza z greckiego Possilippus koło Neapolu i matki, rzymskiej prostytutki. Został poczęty 21 kwietnia 248 roku, w święto jubileuszu tysiąclecia miasta Rzymu, przyszedł więc zapewne na świat w lutym 249. Jego ojciec zginął jakiś czas później, w alkoholowym szale wszedł do lwiej klatki. Matka wyszła około 255 roku ponownie za mąż za lekarza, Septymiusza Senecjona. Poznała go, gdy leczył ojca maleńkiego Sykoriusza, próbując mu wyjąć gwóźdź bez główki, który w górną powiekę wbił mu podczas kłótni wrogi współpracownik. Septymiusz usynowił Sykoriusza Pompejusza, tak jak wcześniej jego usynowił Anulinus, drugi mąż jego matki, Mitroanii.  

## Architekt

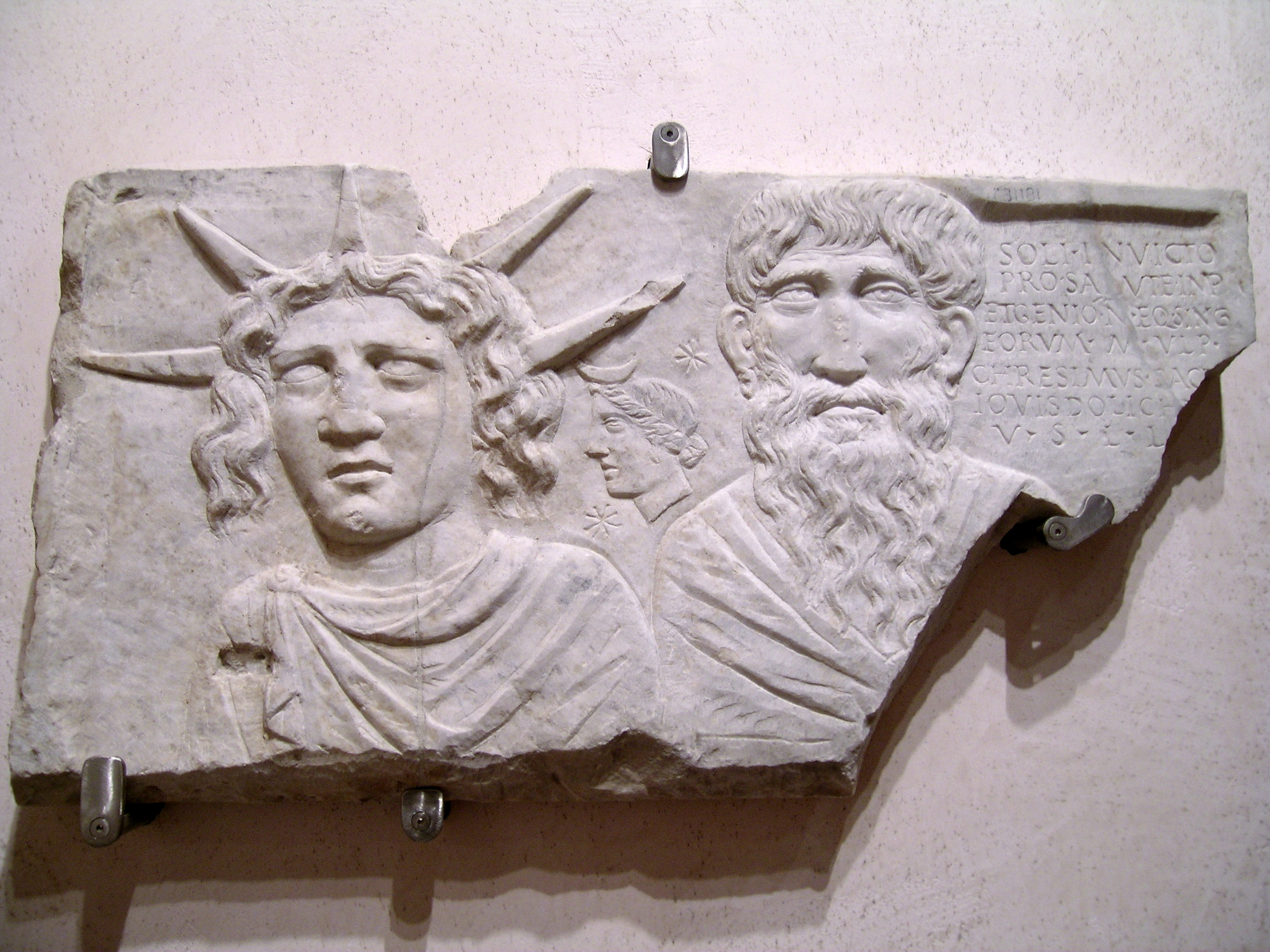
Sol Invictus i Jupiter. II w.

Po śmierci cesarzy Ragonidów: Klaudiusza i Kwintyliusza, z powodu związków Sykoriusza z rodem obu cesarzy, ich następca Aurelian (270-275) wydał na niego wyrok śmierci. Sława Sykoriusza, jako znakomitego architekta, skłoniła jednak imperatora do odroczenia wykonania wyroku. Aurelian dla utrwalenia swych rządów ogłosił się sprzymierzeńcem Słońca Niezwyciężonego. Postanowił uczcić bóstwo najwspanialszą, jaką można sobie wyobrazić świątynią. A nikt nie mógł wznieść równie wspaniałej jak Sykoriusz. Cesarz odłożył więc wykonanie wyroku do czasu ukończenia świątyni. Zginął jednak nim to nastąpiło.  
Świątynię uroczyście poświęcił jeden z jego następów, Probus, który w dowód wdzięczności dla architekta, zaręczył z nim własną pasierbicę, Probę. Wkrótce jednak i on zginął (latem 282), a żołnierze okryli purpurą Marka Karusa. Sykoriusz obawiał się, że nowy cesarz postąpi z nim, jako związanym z rodziną poprzednika, tak jak kiedyś Aurelian z Ragonidami. Narzeczona radziła mu, by się jej wyparł. Architekt zachował się jednak w sposób szczególny: zgwałcił narzeczoną, a przekonawszy się, że zaszła w ciążę, poślubił ją. Po czym stawił się przed cesarzem, domagając się, żeby skoro przygotował grób dla kobiety, zrobił w nim miejsce na dwie albo i trzy osoby. Karus nie zamierzał jednak ich zgładzić i na wiosnę 283 roku przyszedł na świat syn Pompejusza i Proby, Sykoriusz Probus. A architekt zajął się wznoszeniem willi dla ojczyma swego ojczyma, Anulina pod Saloną. 
Sykoriusz był biegły w utrwalaniu w kamieniu buntu przeciw nudzie wiejącej z nieskończonych powtórzeń ateńskiego Partenonu i mauzoleum Hadriana. Za cel mistrzostwa w sztuce uważał, by dać udręczonym ludziom pociechę, że cokolwiek czynią, za nic nie są odpowiedzialni. Co się ma z nimi stać rozstrzygają ich starsi bracia: bogowie na jakiejś innej planecie. Gdzie ona jest odgadywał król Chozroes, jego ojczym Septymiusz i młody cesarz Numerian. Sam Sykoriusz próbował ukazać tę tajemnicę, przedstawiając niebo w doskonałym sprzęgnięciu kopuły z bokami kwadratu wytworzonego przez skrzyżowanie dwóch jednakowej długości bazylik.

## Obrona Numeriana

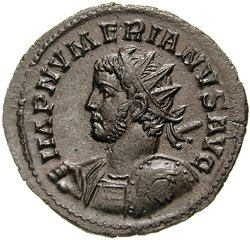
cesarz Numerian.

Kiedy w 283 roku cesarze Karus i jego syn Numerian wyruszyli na wyprawę przeciw Persji w Rzymie rozeszła się pogłoska o przewrocie przygotowywanym przez rzekomego syna Mitroanii, Konstancjusza. Sykoriusz postanowił wykorzystać okoliczność, że Konstancjusz zawdzięcza Mitroanii pochodzenie od cesarza Klaudiusza i wstawić się w razie powodzenia przewrotu u Konstancjusza o łaskę dla Numeriana. Ocalonego Numeriana matka Konstancjusza, Mitroania, przekazałaby Sykoriuszowi, który zbudowałby dla niego siedzibę, wzorowaną na Mitreum Chozroesa Arsacydy, której Numerian nie mógłby opuszczać i w której mógłby dokończyć, jak zamierzał, poemat Lukrecjusza o naturze wszechrzeczy. Ku zdziwieniu wielkiego architekta, zdarzenia potoczyły się zupełnie inaczej: istotnie padł Karus, ale po nim Numerian, a nowym władcą nie został Konstancjusz, lecz syn Anulinowego niewolnika, Diokles.

## W służbie Dioklecjana
Nowy cesarz zatrudnił Sykoriusza Pompejusza przy budowie swego pałacu, w Nikomedii, z której zamierzał uczynić stolicę cesarstwa. Kiedy doszło do stracenia Anulina (287), Sykoriusz na znak protestu wycofał się na dwa miesiące z kierownictwa nad planowaną budową pałacu i schronił się w swojej willi w Posilippus, mieście swego ojca. Odosobnienie wyperswadował mu współcesarz Maksymian, który bardzo plastycznie przedstawił Sykoriuszowi tortury, jakim poddawani są manichejczycy, a których to manichejczyków wspierała jego żona, Proba.
Kończąc już pałac Sykoriusz popadł w trudności wynikłe ze zbyt niskich racji żywnościowych, które przydzielono pracującym na budowie. Sykoriusz, jak wielu wielkich artystów, nieporadny w kwestiach praktycznych, chcąc zaradzić skargom, zdecydował, by potrącić wszystkim część wynagrodzenia i zorganizować jadłodajnie, w których wszyscy byliby karmieni jednakowo. Rozwiązanie to wywołało bunt kierownictwa budowy, które poczuło się znieważone takim zrównaniem go z prostymi robotnikami. Podburzeni przez buntowników pracownicy nie pojawili się na budowie. Sykoriusz wysłał po nich straż budowy, a gdy to nie pomogło, sięgnął po pomoc wojska. W rezultacie interwencji wojskowej musiał pochować na własny koszt zabitych i opatrzyć rannych.

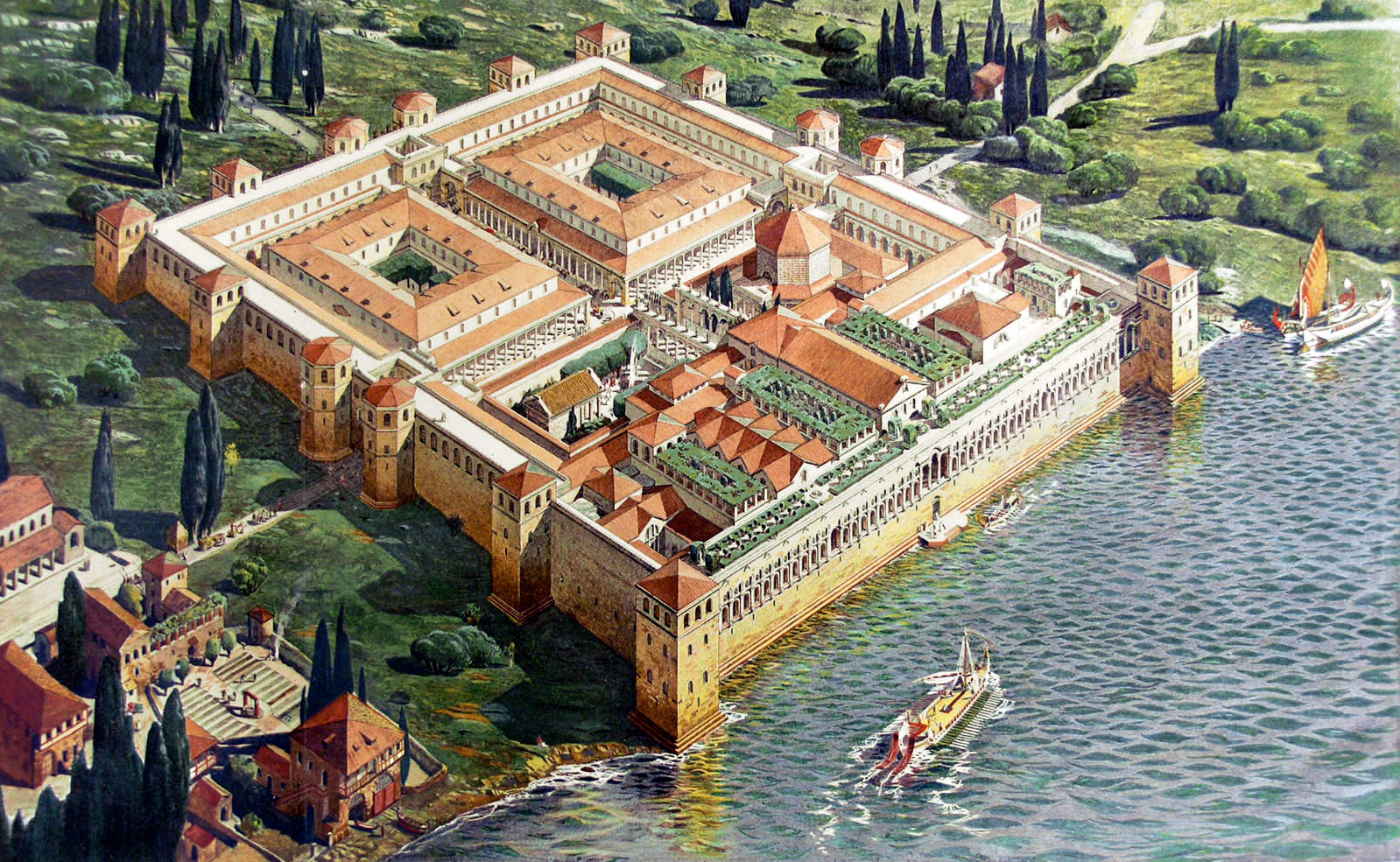
Pałac Dioklecjana pod Saloną.

W kryzysie Pompejusz poprosił o pomoc męża wnuczki Anulina, Minerwiusza, który w Damaszku zarządzał finansami publicznymi. Minerwiusz nie pomógł, zaproponował natomiast, by na uczcie zorganizowanej dla pojednania pozostałych przy życiu Ragonidów, poprosić przybyłą do Nikomedii Mitroanię (292), by pożyczyła swego numidyjskiego srebra i złota na wyżywienie budowniczych pałacu, a o spłatę pożyczki zatroszczy się on sam. Młodziutki syn Pompejusza, Probus, odradził to ojcu. Zaproponował, by Pompejusz zaprosił na ucztę jego kolegę, Walensa i Arię Antoninę, wdowę po cesarzu Numerianie, a on przy ich pomocy nakłoni Mitroanię, by w pałacu wzniosła własnym kosztem świątynię poświęconą Jowiszowi i by przeznaczyła dla tego boga tyle kruszcu, by wystarczyło na wyżywienie robotników do końca budowy pałacu. I udało mu się to zamierzenie przeprowadzić.
Pod koniec życia Pompejusz udał się do Dalmacji, by pod Saloną wznieść dla Dioklecjana pałac, w którym chciał on zamieszkać po zrzeczeniu się władzy w 305 roku. W budowli tej miał realizować dręczący go pomysł sprzęgnięcia kopuły z bokami kwadratu, wytworzonego przez skrzyżowanie dwóch bazylik, w czym chciał mu pomóc jego syn Probus.

## Odniesienia historyczne
21 kwietnia 248 roku rozpoczęły się rzeczywiście igrzyska stulecia mające upamiętnić tysiąclecie założenia miasta Rzymu. Obchody trwały trzy noce. Na brzegu Tybru składano mistyczne ofiary, a chór złożony z 27 młodzieńców i tyluż dziewic błagał bogów o przychylność i długie lata panowania rzymskiego nad światem. Wspaniałość wyprawionych przez cesarz Filipa I Araba  widowisk olśniła mieszkańców miasta.
Aurelian wzniósł w Rzymie ogromną świątynię Słońca Niezwyciężonego za piętnaście tysięcy funtów złota. Dioklecjan istotnie przeniósł swą stolicę do Nikomedii i znacząco ją rozbudował, a przygotowując się do abdykacji nakazał wznieść nad morzem, w okolicy rodzinnej Salony, pałac o powierzchni około 40 tysięcy m² na planie czworoboku otoczonego szesnastoma wieżami. Budowlę dzieliły na części cztery ulice, przecinające się pod kątem prostym. Do głównego apartamentu prowadziło monumentalne wejście zwane Złotą Bramą. Po jego jednej stronie znajdowała się czworokątna świątynia Eskulapa, a po drugiej ośmiokątna świątynia Jowisza.

## O postaci
Sykoriusz Pompejusz jest jedną z niewielu wśród bohaterów Parnickiego, postaci dojrzałych myślowo. Dojrzałość pozwala mu na ujmowanie rzeczy i zjawisk jako istniejących w niezmiennym układzie odniesień, oderwanych jedne od drugich. Chce zapewnić synowi posiadanie Lolii Urbiki, w dość swoisty sposób, karygodny w rozumieniu filozofów, dla których zło i dobro stanowią wartość samą w sobie, niepodlegającą ludzkim wahaniom rozpiętym między nadzieją a lękiem. Dostrzega nieustanną zmienność i zależność tego, co go otacza. Należy do bohaterów poszukujących. Szuka między innymi rozwiązania zagadki osadzenia kopuły na kwadracie. Ten architektoniczny problem został wprowadzony do powieści jako znamię czasu i wielka metafora.

## Związki rodzinne
|                                  |                                                        |                                                        |                                                     |                                                     |                  |                                      |                                      |                         |                         |                  |                  |
| Klaudiusz (cesarz 268-270)       | Klaudiusz (cesarz 268-270)                             | Kwintyliusz (cesarz 270)                               | Kwintyliusz (cesarz 270)                            | Mitroania                                           | Mitroania        |                                      |                                      |                         |                         | Anulinus         | Anulinus         |
|                                  | lub                                                    |                                                        |                                                     |                                                     |                  |                                      |                                      |                         |                         |                  |                  |
|                                  |                                                        | ∞ 1                                                    | ∞ 1                                                 | ∞ 1                                                 | ∞ 2              | ∞ 2                                  | ∞ 2                                  | ∞ 2                     | ∞ 2                     | ∞ 2              |                  |
|                                  |                                                        | (podmieniony?)                                         | (podmieniony?)                                      | (rzekomy)                                           | (rzekomy)        | (rzekomy)                            |                                      |                         |                         |                  | (podmieniony?)   |
|                                  | Septymiusz Senecjo ∞ 1. Aleksandra 2. matka Sykoriusza | Septymiusz Senecjo ∞ 1. Aleksandra 2. matka Sykoriusza | Konstancjusz wymieniony na Septyma (cesarz 306-307) | Konstancjusz wymieniony na Septyma (cesarz 306-307) |                  |                                      |                                      | Klaudia zmarła w połogu | Klaudia zmarła w połogu | Anulinus młodszy | Anulinus młodszy |
|                                  |                                                        |                                                        |                                                     |                                                     |                  |                                      |                                      |                         |                         |                  |                  |
|                                  | 1                                                      | 1                                                      | 2                                                   | 2                                                   |                  |                                      | adoptowany                           | adoptowany              |                         |                  |                  |
| Kwintus Bassus ∞ 5. żona Bassusa | Kwintus Bassus ∞ 5. żona Bassusa                       | król Chorezmu potem kapłan w Bosporze                  | król Chorezmu potem kapłan w Bosporze               |                                                     |                  | Sykoriusz Pompejusz ∞ 1. Proba 2. NN | Sykoriusz Pompejusz ∞ 1. Proba 2. NN | córka ∞ Minerwiusz      | córka ∞ Minerwiusz      |                  |                  |
|                                  |                                                        |                                                        |                                                     |                                                     |                  |                                      |                                      |                         |                         |                  |                  |
|                                  |                                                        |                                                        |                                                     |                                                     | 1                | 1                                    | 2                                    | 2                       |                         |                  |                  |
| Kwintus Senecjo                  | Kwintus Senecjo                                        | Gajus Basjanus                                         | Gajus Basjanus                                      | Sykoriusz Probus                                    | Sykoriusz Probus | młodsza córka zaręczona z Senecjonem | młodsza córka zaręczona z Senecjonem | Minerwina               | Minerwina               | młodszy brat     | młodszy brat     |